# کاسس آدوبیز (آریزونا)
کاسس آدوبیز (به انگلیسی: Casas Adobes) یک منطقهٔ مسکونی در ایالات متحده آمریکا است که در شهرستان پیما، آریزونا واقع شده‌است. کاسس آدوبیز ۶۹٫۳۴ کیلومتر مربع مساحت و ۶۶٬۷۹۵ نفر جمعیت دارد و ۷۳۵ متر بالاتر از سطح دریا قرار دارد.